# Годишњак (информатор)
Годишњак или информатор, у академском смислу, књига је у којој се записују или назначавају догађаји који су се десили у току претходне школске године. Ову праксу прати већина школа у САД и Канади, док је у Србији пракса ретка.
У ширем, неакадемском, смислу, годишњак такође може означавати и било коју публикацију која се издаје једном годишње, а информатор било коју периодичну публикацију чији је циљ упознавање читалаца са установом која је издавач истог.

## Дигитализација
Развитком технологије, долази до појаве дигиталних информатора, који могу саржати не само текст и слике, већ и видео и звучни запис. Такође, дигитални информатори су обично већи од папирних услед недостатка ограничења, како могућности, тако и простора. Први електронски годишњак на CD-ROM-у направили су 1990. ученици Средње школе Саут Јуџин из истоименог града у САД.
Постоје и папирни информатори који на себи садрже QR кодове, па се њихове странице, сем у физичком, могу приступити и у дигиталном облику, који може представљати и проширену верзију истог чланка у информатору. Друга могућност су годишњаци са сликама ученика, чијим се скенирањем откривају информације о том ученику на интернету.